# Bocchoris manuselalis
Bocchoris manuselalis là một loài bướm đêm trong họ Crambidae.